# Zahlungsbedingung
Zahlungsbedingungen (auch Zahlungskonditionen; englisch terms of payment) sind Allgemeine Geschäftsbedingungen, die die Zahlung der Geldschulden von Zahlungspflichtigen bei Geschäften regeln.

## Allgemeines
Zahlungsbedingungen umfassen sämtliche Bedingungen hinsichtlich der Zahlungsverpflichtungen eines Käufers aus einem Kaufvertrag sowie deren Zahlungsmodalitäten. Nicht nur Kaufverträge, sondern sämtliche Schuldverhältnisse, aus denen Zahlungspflichten erwachsen, enthalten Zahlungsregelungen. Dies trifft insbesondere auf Dauerschuldverhältnisse wie Miet-, Pacht-, Leasing-, Kredit-, Stromliefer- oder Handyvertrag zu. Je nach Verhandlungsmacht werden die Zahlungsbedingungen vom Lieferanten oder vom Kunden festgelegt bzw. im zwischen beiden verhandelt. Die Zahlungsbedingungen haben einen erheblichen Einfluss auf das Kauf- und Zahlungsverhalten der Kunden.

## Rechtsfragen
Zahlungsbedingungen ergänzen die Lieferungsbedingungen und können mit diesen zu Lieferungs- und Zahlungsbedingungen zusammengefasst werden. Im Regelfall gelten beide als Allgemeine Geschäftsbedingungen, denn sie sind für eine Vielzahl von Verträgen vorformulierte Vertragsbedingungen, die der Lieferant seinen Kunden bei Vertragsabschluss stellt (§ 305 Abs. 1 BGB). Dann wird der Verbraucher als Kunde durch das AGB-Recht des BGB geschützt, so dass insbesondere den Verbraucher überraschende oder mehrdeutige Klauseln (§ 305c BGB) und ihn unangemessen benachteiligende Klauseln (§ 307 Abs. 1 BGB) unwirksam sind und alle Zahlungsbedingungen einer gerichtlichen Inhaltskontrolle unterliegen. Verbotene Klauseln sind in den §§ 308 BGB und § 309 BGB abschließend aufgezählt. Von unabdingbaren gesetzlichen Regelungen darf bei Zahlungsbedingungen nicht zu Lasten des Verbrauchers abgewichen werden.
Wenn ein Unternehmer einem Verbraucher im Rahmen der Zahlungsbedingungen einen entgeltlichen Zahlungsaufschub gewährt, liegt ein Teilzahlungsgeschäft vor, für das nach § 506 Abs. 1 BGB die Bestimmungen für Verbraucherdarlehensverträge gelten.

## Arten
Zu den Zahlungsbedingungen gehören insbesondere die Angabe der Bankverbindung, Zahlungsmodalität (Barzahlung, Vorkasse, Anzahlung, Gutschriftverfahren, Zentralregulierung, Nachnahme, Überweisung, Lastschriftverfahren, Scheck oder elektronisches Geld, Ratenzahlung, Teilzahlung), Fälligkeit, Zahlungsziel, Skonto- und Rabattregelungen. Der Eigentumsvorbehalt ist zwar eine Lieferbedingung, doch gilt er als Kreditsicherheit des Lieferanten für das eingeräumte Zahlungsziel.
In diesen Zahlungsbedingungen ist eine Rangordnung enthalten, die das Zahlungsrisiko des Lieferanten berührt. Vorkasse und Anzahlung verringern das Risiko des Lieferanten und werden bei Neukunden oder bonitätsmäßig nicht einwandfreien Kunden verwendet. Auch Produkte/Dienstleistungen mit hohen Produktionskosten (große Maschinen, Schiffe, Flugzeuge, Bauwerke) werden häufig durch Vorkasse oder Anzahlungen des Kunden finanziert. Eine gleichmäßige Risikoteilung zwischen Lieferant und Kunde stellen Zug-um-Zug-Zahlungen wie Barzahlung oder Nachnahme dar. Das höchste Zahlungsrisiko sind für den Lieferanten die Ratenzahlung und ein Zahlungsziel.
Der die Zahlungsbedingungen stellende Lieferant oder Gläubiger kann hiermit unmittelbar seine Liquidität beeinflussen. Die für ihn günstigste Zahlungsbedingung der Vorauszahlung verbessert seine Liquidität, bevor er mit der Produktion oder Lieferung überhaupt begonnen hat. Die ungünstigste ist die Gewährung eines Zahlungsziels und stellt für den Lieferanten einen Kundenkredit und damit ein Kreditrisiko dar. Beide Zahlungsbedingungen sind mithin mit einem Vorleistungsrisiko verbunden, das bei der Vorauszahlung vom Kunden und beim Zahlungsziel vom Lieferanten (Delkredererisiko) zu tragen ist.

## Häufige Zahlungsbedingungen
Eine weit verbreitete Zahlungsbedingung ist der Zielkauf (Zahlungsziel), der zum Beispiel in folgenden Formen als Handelsbrauch auftritt:
- 10 Tage – 3 %, 30 Tage netto (bis zu zehn Tage nach Rechnungsdatum kann der Kunde 3 % Skonto abziehen, ansonsten ist die Zahlung nach 30 Tagen ohne Abzug fällig);
- 7 Tage – 2 %, 20 Tage netto;
- sofort – 2 %, 14 Tage netto;
- 2 % zum 15. des 2. Folgemonats.

Die Valutafrist entsteht dadurch, dass die Rechnung auf einen bestimmten Zeitpunkt nach der Lieferung datiert (valutiert) wird. Die Skontofrist gibt an, bis wann Skonto vom Rechnungsbetrag abgezogen werden darf. Die Zielfrist (das Zahlungsziel) gibt an, bis wann der Rechnungsbetrag spätestens ohne Abzug von Skonto fällig ist. Innerhalb der Valuta- und Skontofrist wird der Lieferantenkredit unentgeltlich gewährt, so dass es für den Kunden wirtschaftlich sinnvoll ist, die Rechnung am letzten Tag der Skontofrist nach Abzug des Skontos zu bezahlen. Falls der Kunde zu diesem Zeitpunkt nicht liquide ist, kann er noch die so genannte Skontobezugsspanne (={\displaystyle {\text{Zahlungsziel}}-{\text{Skontofrist}}})
ausnutzen und muss keinen Bankkredit für die Begleichung der Rechnung aufnehmen. Wenn der Kunde das vereinbarte Zahlungsziel überschreitet, ergibt sich eine Verzugsfrist, d. h. ein erzwungener Lieferantenkredit. Die Summe der jeweiligen Fristen ist die Umschlagsdauer der Forderungen (englisch Days Sales Outstanding) bzw. Verbindlichkeiten.
Nach § 271a Abs. 1 BGB ist in Deutschland eine Vereinbarung, die eine Zahlungsfrist von mehr als 60 Tagen vorsieht, nur zulässig, wenn diese ausdrücklich getroffen und im Hinblick auf die Belange des Gläubigers nicht grob unbillig ist. Sofern es sich bei dem Schuldner um einen öffentlichen Auftraggeber handelt, darf die Zahlungsfrist maximal 30 Tage ab Zugang der Rechnung oder einer gleichwertigen Zahlungsaufstellung betragen.

## International
Internationale Zahlungsbedingungen berücksichtigen die Zahlungsgepflogenheiten, die sich im Hinblick auf Zahlungssysteme im Europäischen Zahlungsraum (SEPA) ähneln. Bei Auslandsüberweisungen hat der zahlungspflichtige Kunde bei seiner Bankverbindung den Vordruck Zahlungsauftrag im Außenwirtschaftsverkehr zu benutzen, unabhängig davon, ob das Zahlungsverkehrssystem SEPA oder SWIFT zum Einsatz kommt. Neben das übliche Delkredererisiko treten beim Lieferanten im Außenhandel (= Exporteur) das Kursrisiko (Währungsrisiko bei Zahlung des Importeurs in Fremdwährung) und das Länderrisiko. Gegen beide Risiken kann sich der Exporteur absichern (Devisentermingeschäft beim Kursrisiko, Exportkreditversicherung beim Länderrisiko); das Delkredererisiko ist durch eine Delkredereversicherung absicherbar, wird aber häufig nicht versichert.
In der Außenhandelsfinanzierung ist zwischen dokumentären und nicht-dokumentären Zahlungsbedingungen zu unterscheiden:
- Dokumentäre („gesicherte“) Zahlungsbedingungen (englisch documentary payment modes) liegen vor, wenn Transportdokumente (kaufmännische Anweisungen wie Ladeschein oder Konnossement) – die die Ware repräsentieren – zum Einsatz kommen und vom Exporteur über Banken dem Importeur Zug um Zug gegen Zahlung zur Verfügung gestellt werden. Grundformen sind das Dokumenteninkasso und das Akkreditiv.
- nicht-dokumentäre („ungesicherte“) Zahlungsbedingungen (englisch clean payment) sind Voraus- (englisch advance payment) und Anzahlung (englisch prepayment, down payment), Zahlung bei oder nach Lieferung (Zahlungsziel).

Während dokumentäre Zahlungsbedingungen die Eigenheiten von im Außenhandel üblichen Traditionspapieren nutzen, sind die nicht-dokumentären mit den im Inland üblichen Zahlungsbedingungen identisch.
Abkürzungen
- c.a.d. (c/d): Zahlung gegen Dokumente (englisch cash against documents),
- c.b.d.: Vorauszahlung (englisch cash before delivery),
- c.i.a.: Vorauszahlung (englisch cash in advance),
- c.o.d.: Zahlung bei Lieferung (englisch cash on delivery),
- c.o.s.: Zahlung bei Verschiffung (englisch cash on shipment),
- c.w.o.: Zahlung mit Anweisung (bei Bestellung) (englisch cash with order),
- M/P: Zahlung im nächsten Monat (englisch Month after Payment),
- o.a.: Zahlung gegen Rechnung (englisch on account),
- P.O.D.: Zahlung bei Lieferung/Zustellung (englisch pay on delivery),
- TT: Telegrafische Überweisung (englisch Telegrafic Transfer),
- CLC oder L/C: Zahlung gegen Akkreditiv (englisch Commercial letter of credit oder englisch letter of credit).

## Wettbewerbsfaktor
Als Mittel im Wettbewerb, um die eigene Marktposition zu sichern oder zu verbessern, dienen unter anderem Preis, Produktqualität, Kundendienst sowie Liefer- und Zahlungsbedingungen. Lieferungs- und Zahlungsbedingungen gehören zum Leistungswettbewerb und können ebenfalls wie Preis und Qualität die Kaufentscheidung von Marktteilnehmern beeinflussen. Sie sind deshalb Instrumente des Marketing und der Absatzfinanzierung. Zahlungsbedingungen können die Kundenbindung fördern, insbesondere bei Dauerschuldverhältnissen. Kundenfreundliche Zahlungsbedingungen können Laufkundschaft in Stammkunden verwandeln („heute kaufen – später zahlen“).